# Peter Loof
Peter Loof (* 23. September 1947) ist ein ehemaliger deutscher Fußballspieler. Der Defensivspieler hat bei den Vereinen Hannover 96 und Arminia Bielefeld von 1968 bis 1972 in der Fußball-Bundesliga 64 Ligaspiele absolviert und drei Tore erzielt.

## Karriere

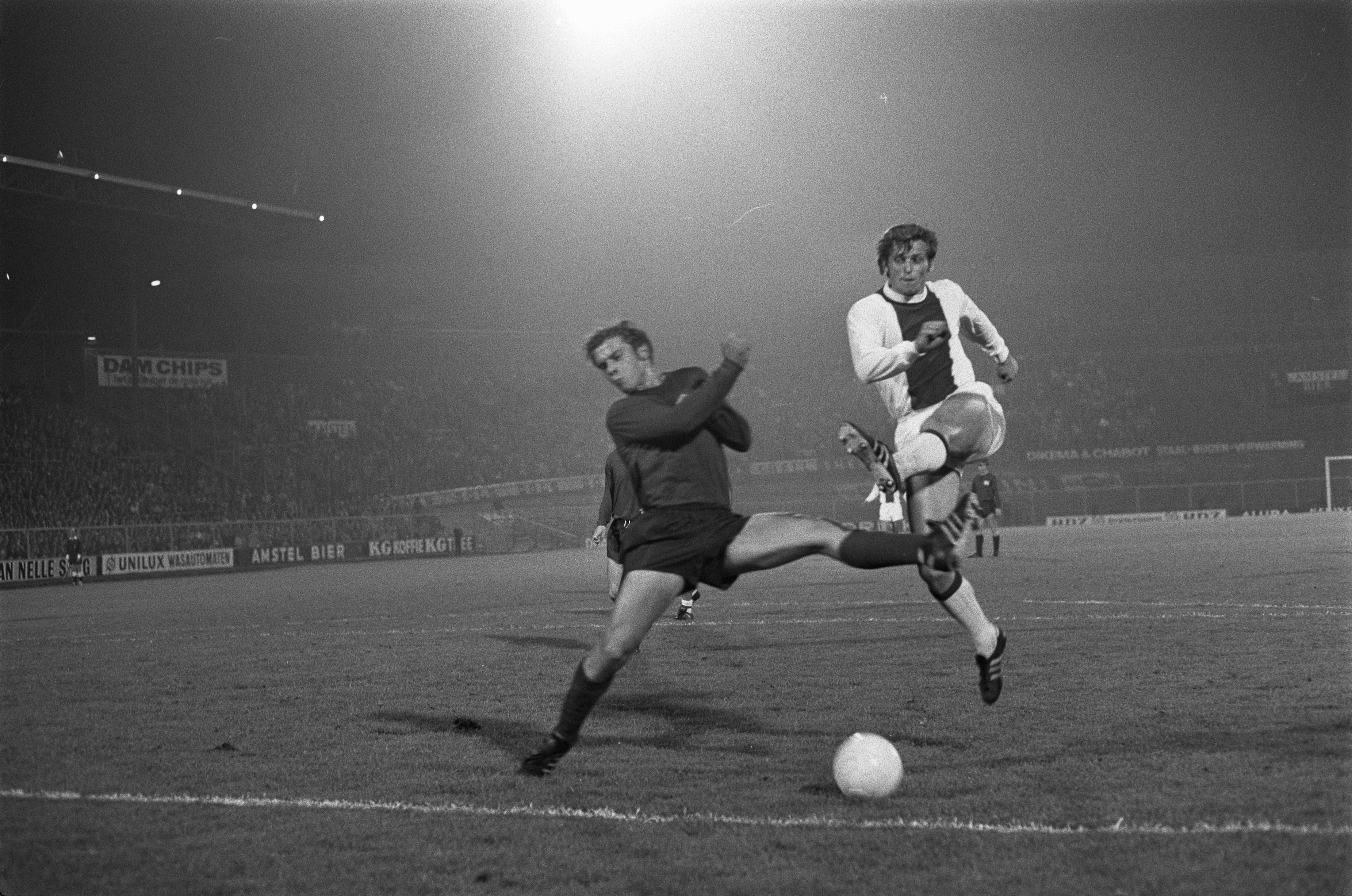
Peter Loof (links) im Zweikampf gegen Piet Keizer. Szene aus dem Messestädte-Pokal-Spiel der 1. Runde im Rückspiel gegen Ajax Amsterdam, 24. September 1969

Peter Loof spielte in der Jugend beim BSV Bad Harzburg, für den er ein Spiel in der Jugendnationalmannschaft bestritt. Am 7. November 1965 gehörte er in Belgrad dem DFB-Team an, das ein Freundschaftsländerspiel mit 0:1 gegen Jugoslawien verlor. Der Spieler aus Bad Harzburg trat an der Seite von Mitspielern wie Norbert Nigbur, David Scheu, Horst Köppel, Karl-Heinz Handschuh, Rainer Budde und Heinz Flohe dabei an. Er startete seine Profi-Karriere bei Hannover 96 in der Bundesliga. Seit 1966 spielte er für die Amateure von Hannover 96. Zum Start in die Saison im Jahre 1968/69 wechselte er wie auch Claus Brune von den Amateuren ins Profilager. Aus Uelzen wurde noch Rainer Zobel zu den „Roten“ geholt. Prominentester Neuzugang war aber der neue Trainer Zlatko Čajkovski vom FC Bayern München. Nachdem in der zurückliegenden Saison 1967/68 trotz der Stareinkäufe mit Jupp Heynckes und Josip Skoblar lediglich der 10. Rang belegt wurde, sollte es jetzt unter dem neuen Trainer endgültig nach vorne gehen. Vor Rundenstart war der neue Trainer sehr optimistisch und erklärte, aus dem „Bad Harzburger Amateurspieler Peter Loof wolle er einen Nationalspieler und aus Peter Anders einen zweiten Franz Beckenbauer machen.“ Loof debütierte, wie auch Brune und Zobel, am Rundenstarttag, den 17. August 1968, bei einer 2:3-Auswärtsniederlage beim SV Werder Bremen in der Bundesliga. Es lief für Hannover nicht gut, am Rundenende belegte das Team den 11. Rang. Loof war in 27 Ligaspielen (1 Tor) zum Einsatz gekommen. Für das zweite Jahr bekam Trainer Cajkovski mit Zvezdan Čebinac den gewünschten Flügelspieler, aber bereits zum 8. Dezember 1969 war seine Tätigkeit in Hannover beendet. Die 96er beendeten auf dem 13. Rang die Runde und Loof hatte in 24 Ligaspielen zwei Tore erzielt. Sein letzter Bundesligaeinsatz für 96 datiert vom 18. April 1970, einem 1:0-Heimerfolg gegen Borussia Mönchengladbach, als er in der 71. Minute für Klaus Bohnsack eingewechselt wurde. Er kam nämlich in der Saison 1970/71 unter dem neuen Trainer Helmuth Johannsen zu keinem weiteren Bundesligaeinsatz. Insgesamt blieb er fünf Jahre in Hannover. In Hannover bestritt er 51 Bundesligaspiele, in denen er 3 Tore schoss. Ebenfalls kam er für die Roten zu 5 Einsätzen und einem Tor im DFB-Pokal und zu 4 Einsätzen im Messestädtepokal, darunter auch in den zwei Begegnungen im September 1969 gegen Ajax Amsterdam.
Zur Saison 1971/72 schloss er sich dem Ligakonkurrenten Arminia Bielefeld an. Es war aber eine Runde, welche massiv durch die Aufarbeitung des Bundesliga-Skandals geprägt war. Mitte Februar 1972 folgte die Entscheidung, die am tiefsten und offensichtlichsten im Skandalwust steckende Bielefelder Arminia mit dem Abstieg in die Amateurliga zu bestrafen. Den Ostwestfalen wurde noch erlaubt, die Saison zu Ende zu spielen, auf Punkte durften sie jedoch nicht mehr hoffen. Später schwächte das Sportgericht die Zwangsversetzung in die Amateurliga in die Rückstufung in die Regionalliga sowie den Abzug von zehn Punkten in der Saison 1972/73 ab. Loof hatte an der Seite von Mitspielern wie Dieter Burdenski, Ulrich Braun, Gerd Knoth, Georg Damjanoff, Gerd Kasperski, Karl-Heinz Brücken, Dieter Brei, Jürgen Jendrossek und Roland Stegmayer 13 Ligaspiele bestritten.
Nach einem Jahr in Bielefeld wechselte Loof zur Saison 1972/73 zum FC Winterslag in der zweiten Division in Belgien. Dort spielte er bis zum Ende der Saison 1974. Er verabschiedete sich aus Winterslag mit dem Aufstieg in die erste Liga.